# Coupe d'Europe de baseball
Ne doit pas être confondu avec Coupe d'Europe de baseball de la CEB.
La  Coupe d'Europe de baseball est une compétition de baseball organisée par la Confédération européenne de baseball dans laquelle s'affrontent les meilleures équipes européennes. La première compétition eut lieu en 1963 et se déroule annuellement (pas d'édition en 1982).

## Histoire
L'épreuve est créée en 1963 et est d'abord dominée par les clubs espagnols qui remportent quatre des six premières éditions. Les clubs néerlandais et italiens s'imposent ensuite comme les formations européennes et dominent très nettement le palmarès. Aucune coupe n'échappe à l'une de ces deux nations depuis 1969 et il est même rare qu'une équipe d'une autre nation parvienne à se hisser en finale, qui se résume le plus souvent à une opposition entre clubs italiens et néerlandais. Depuis 1976, seuls les Français des Huskies de Rouen sont parvenus à se qualifier en finale (2007).
Les Néerlandais de Kinheim, doubles tenants du trophée après leurs succès en 2007 et 2008, ne font pas mieux que troisièmes en 2009. Le Nettuno Baseball est champion en 2009 pour la cinquième fois de son histoire, Bologne s'impose en 2010 pour la troisième fois.

## La compétition
Depuis 2016, l'épreuve se tient en deux phases : une phase qualificative impliquant huit clubs partagés en deux poules, puis une finale à deux. La CEB se réserve le droit de décider des pays participants et du nombre d'équipes autorisés à y prendre part.
Les premières équipes de chaque poule sont qualifiées pour la finale à deux. Le vainqueur est déclaré Champion d'Europe.
Les derniers des poules de la phase qualificative sont quant à eux reversés l'année suivante dans la Coupe d'Europe de baseball de la CEB tandis que les quatre vainqueurs des poules de l'European Cup Qualifier se rencontrent entre eux pour gagner deux places pour la Coupe d'Europe de baseball qui se déroule l'année suivante.

## Palmarès

### Par édition
| Édition      | Lieu               | Vainqueur                       | Finaliste                                      | Troisième                             |
| ------------ | ------------------ | ------------------------------- | ---------------------------------------------- | ------------------------------------- |
| 1963         | Haarlem            | Picadero JC (1) Barcelone       | Milan Baseball Milan                           | TB Germania Mannheim Mannheim         |
| 1964         | Madrid             | Piratas de Madrid (1) Madrid    | Nettuno Baseball Nettuno                       | Sparta Rotterdam Rotterdam            |
| 1965         |                    | Nettuno Baseball (1) Nettuno    | Sparta Rotterdam Rotterdam                     | Picadero JC Barcelone                 |
| 1966         | Rome               | Haarlem Nicols (1) Haarlem      | Milan Baseball Milan                           | Nettuno Baseball Nettuno              |
| 1967         | Anvers             | Piratas de Madrid (2) Madrid    | TB Germania Mannheim Mannheim                  | Luchtbal Baseball                     |
| 1968         | Barcelone          | Picadero JC (2) Barcelone       | Piratas de Madrid Madrid                       | VfR Mannheim Mannheim                 |
| 1969         | Milan              | Milan Baseball (1) Milan        | El Corte Inglés de Madrid Madrid               | Rot-Weiß Darmstadt Colt 45 Darmstadt  |
| 1970         | Milan              | Milan Baseball (2) Milan        | Fortitudo Bologne Bologne                      | Bell                                  |
| 1971         | Paris              | Milan Baseball (3) Milan        | Fortitudo Bologne Bologne                      | VfR Mannheim Mannheim                 |
| 1972         | Milan              | Nettuno Baseball (2) Nettuno    | Milan Baseball Milan                           | Luchtbal Baseball                     |
| 1973         | pas de finale      | Fortitudo Bologne (1) Bologne   | Sparta Rotterdam Rotterdam (forfait en finale) | Luchtbal Baseball                     |
| 1974         | Nettuno            | Nettuno Baseball (3) Nettuno    | Haarlem Nicols Haarlem                         | Fortitudo Bologne Bologne             |
| 1975         | Haarlem            | Haarlem Nicols (2) Haarlem      | Sparta Rotterdam Rotterdam                     | Condepols Madrid Madrid               |
| 1976         | Madrid             | Rimini BC (1) Rimini            | Luchtbal Baseball                              | Condepols Madrid Madrid               |
| 1977         | Rimini et Parme    | Parme Baseball (1) Parme        | Rimini BC Rimini                               | Haarlem Nicols Haarlem                |
| 1978         | Bologne et Parme   | Parme Baseball (2) Parme        | Rimini BC Rimini                               | Catalunya Baseball Barcelone          |
| 1979         | Parme              | Rimini BC (2) Rimini            | Parme Baseball Parme                           | Fortitudo Bologne Bologne             |
| 1980         | Rotterdam          | Parme Baseball (3) Parme        | Amsterdam Tijgers Amsterdam                    | Rimini BC Rimini                      |
| 1981         | Parme              | Parme Baseball (4) Parme        | Haarlem Nicols Haarlem                         | Rimini BC Rimini                      |
| 1983         | Rotterdam          | Parme Baseball (5) Parme        | Haarlem Nicols Haarlem                         | Neptunus Rotterdam                    |
| 1984         | Rimini             | Parme Baseball (6) Parme        | Rimini BC Rimini                               | Haarlem Nicols Haarlem                |
| 1985         | Parme/Bologne      | Fortitudo Bologne (2) Bologne   | Parme Baseball Parme                           | Royal Antwerp Eagles Anvers           |
| 1986         | Bologne            | Parme Baseball (7) Parme        | Fortitudo Bologne Bologne                      | Haarlem Nicols Haarlem                |
| 1987         | Paris              | Parme Baseball (8) Parme        | BBC Grosseto Grosseto                          | Amsterdam Tijgers Amsterdam           |
| 1988         | Parme              | Parme Baseball (9) Parme        | Rimini BC Rimini                               | Amsterdam Pirates Amsterdam           |
| 1989         | Viladecans         | Rimini BC (3) Rimini            | Haarlem Nicols Haarlem                         | Parme Baseball Parme                  |
| 1990         | Anvers             | Haarlem Nicols (3) Haarlem      | Rimini BC Rimini                               | BBC Grosseto Grosseto                 |
| 1991         | Paris/Sarcelles    | Nettuno Baseball (4) Nettuno    | Haarlem Nicols Haarlem                         | Amsterdam Pirates Amsterdam           |
| 1992         | Rotterdam          | Parme Baseball (10) Parme       | Neptunus Rotterdam                             | Nettuno Baseball Nettuno              |
| 1993         | Rimini             | ADO La Haye (1) La Haye         | Parme Baseball Parme                           | Paris UC Paris                        |
| 1994         | La Haye/Almere     | Neptunus (1) Rotterdam          | ADO La Haye La Haye                            | Barracudas de Montpellier Montpellier |
| 1995         | Rotterdam/La Haye  | Parme Baseball (11) Parme       | Neptunus Rotterdam                             | HS Kinheim Haarlem                    |
| 1996         | Saint-Marin        | Neptunus (2) Rotterdam          | Parme Baseball Parme                           | Nettuno Baseball Nettuno              |
| 1997         | Brasschaat         | Nettuno Baseball (5) Nettuno    | Neptunus Rotterdam                             | HCAW Bussum Bussum                    |
| 1998         | Viladecans         | Parme Baseball (12) Parme       | Hoofddorp Pioneers Hoofddorp                   | Draci Brno Brno                       |
| 1999         | Nettuno et Anzio   | Parme Baseball (13) Parme       | Nettuno Baseball Nettuno                       | HCAW Bussum Bussum                    |
| 2000         | Saint-Marin        | Neptunus (3) Rotterdam          | Rimini BC Rimini                               | CUS Cariparma Parme                   |
| 2001         | Rotterdam          | Neptunus (4) Rotterdam          | San Marino BC Saint-Marin                      | Rimini BC Rimini                      |
| 2002         | Viladecans         | Neptunus (5) Rotterdam          | HCAW Bussum                                    | Nettuno Baseball Nettuno              |
| 2003         | Rimini             | Neptunus (6) Rotterdam          | Rimini BC Rimini                               | San Marino BC Saint-Marin             |
| 2004         | Saint-Marin        | Neptunus (7) Rotterdam          | Fortitudo Bologne Bologne                      | Draci Brno Brno                       |
| 2005         | Rotterdam          | BBC Grosseto (1) Grosseto       | HCAW Bussum Bussum                             | Neptunus Rotterdam                    |
| 2006         | Grosseto           | San Marino BC (1) Saint-Marin   | BBC Grosseto Grosseto                          | Fortitudo Bologne Bologne             |
| 2007 Détails | Saint-Marin        | HS Kinheim (1) Haarlem          | Rouen Baseball 76 Rouen                        | Rimini BC Rimini                      |
| 2008 Détails | Barcelone          | Nettuno Baseball (6) Nettuno    | San Marino BC Saint-Marin                      | BBC Grosseto Grosseto                 |
| 2009 Détails | Barcelone          | Nettuno Baseball (7) Nettuno    | Fortitudo Bologne Bologne                      | HS Kinheim Haarlem                    |
| 2010 Détails | Barcelone          | Fortitudo Bologne (3) Bologne   | Heidenheim Heideköpfe Heidenheim               | Rimini BC Rimini                      |
| 2011 Détails | Brno               | San Marino BC (2) Saint-Marin   | Parme Baseball Parme                           | Fortitudo Bologne Bologne             |
| 2012 Détails | Nettuno            | Fortitudo Bologne (4) Bologne   | Nettuno Baseball Nettuno                       | L&D Amsterdam Amsterdam               |
| 2013 Détails | Bologne            | Fortitudo Bologne (5) Bologne   | Rimini BC Rimini                               |                                       |
| 2014 Détails | Brno Hoofddorp     | Saint Marin BC (3) Saint-Marin  | Rimini BC Rimini                               |                                       |
| 2015 Détails | Paris Rotterdam    | Neptunus (8) Rotterdam          | Fortitudo Bologne Bologne                      |                                       |
| 2016 Détails | Rimini Saint-Marin | Amsterdam Pirates (1) Rotterdam | Rimini BC Rimini                               | Fortitudo Bologne Bologne             |
| 2017 Détails | Ratisbonne         | Neptunus (9) Rotterdam          | Fortitudo Bologne Bologne                      | San Marino BC Saint-Marin             |
| 2018 Détails | Rotterdam          | Neptunus (10) Rotterdam         | Rimini BC Rimini                               | Fortitudo Bologne Bologne             |
| 2019 Détails | Bologne            | Fortitudo Baseball (6) Bologne  | Amsterdam Pirates Amsterdam                    | Neptunus Rotterdam                    |
| 2021 Détails | Ostrava            | Parme Baseball (14) Parme       | Bonn Capitals Bonn                             | Fortitudo Baseball Bologne            |
| 2022 Détails | Bonn               | Parme Baseball (15) Parme       | Amsterdam Pirates Amsterdam                    | Bonn Capitals Bonn                    |
| 2023 Détails | Amsterdam Bussum   | HCAW Bussum (1) Bussum          | Parme Baseball Parme                           | Amsterdam Pirates Amsterdam           |

### Par club
- Parme Baseball, 15 titres
- Neptunus, 10
- Nettuno Baseball, 7
- Fortitudo Baseball, 6
- Milan Baseball, 3
- Rimini BC, 3
- Haarlem Nicols, 3
- San Marino BC, 3
- Piratas de Madrid, 2
- Picadero JC, 2
- ADO La Haye, 1
- Grosseto Baseball, 1
- HS Kinheim, 1
- Amsterdam Pirates, 1
- HCAW Bussum, 1

### Par pays
- Italie 34
- Pays-Bas 16
- Espagne 4
- Saint-Marin 3